# 김현지 (2001년)
김현지(2001년 5월 7일 ~ )은 대한민국의 배구 선수로 포지션은 세터이다.
현재 V-리그의 수원 현대건설 힐스테이트 소속으로 뛰고 있다.

## 수상 경력

### 단체 수상

#### 개인 클럽
- 수원 현대건설 힐스테이트 (2019-)
  - V-리그
    - 정규리그
      - 1위(조기종료) (1회) : 2019-20

  - KOVO컵
    -  우승 (1회) : 2021